# Paralelo 55 N
O Paralelo 55 N é um paralelo no 55° grau a norte do plano equatorial terrestre.
A esta latitude o Sol é visível durante 17 horas e 22 minutos durante o solstício de verão e durante 7 horas e 10 minutos durante o solstício de inverno.
Começando pelo Meridiano de Greenwich e tomando a direção leste, o paralelo 55° Norte passa sucessivamente por:
| País, território ou mar | Notas                                                                          |
| ----------------------- | ------------------------------------------------------------------------------ |
| Mar do Norte            |                                                                                |
| Alemanha                | Ilha de Sylt, perto do ponto mais setentrional da Alemanha                     |
| Dinamarca               | Jutlândia (continental) e ilhas Als, Skarø, Tåsinge, Langeland, Sjælland e Møn |
| Mar Báltico             |                                                                                |
| Dinamarca               | Ilha Bornholm                                                                  |
| Mar Báltico             |                                                                                |
| Rússia                  | Oblast de Kaliningrado                                                         |
| Lituânia                |                                                                                |
| Bielorrússia            |                                                                                |
| Rússia                  |                                                                                |
| Cazaquistão             |                                                                                |
| Rússia                  |                                                                                |
| Mar de Okhotsk          | Incluindo Ilha Feklistova e Ilha Bolshoy Shantar, Rússia                       |
| Rússia                  | Península de Kamchatka                                                         |
| Mar de Bering           | Incluindo Ilha de Bering, Rússia                                               |
| Estados Unidos          | Alasca - Ilha Unimak, a Península do Alasca e Ilhas Shumagin                   |
| Golfo do Alasca         |                                                                                |
| Estados Unidos          | Alasca - Ilha Dall, Ilha do Príncipe de Gales e Panhandle do Alasca            |
| Canadá                  | Colúmbia Britânica Alberta Saskatchewan Manitoba Ontário                       |
| Baía de Hudson          |                                                                                |
| Canadá                  | Quebec Newfoundland and Labrador                                               |
| Oceano Atlântico        |                                                                                |
| Irlanda                 |                                                                                |
| Reino Unido             | Irlanda do Norte                                                               |
| Canal do Norte          |                                                                                |
| Reino Unido             | Escócia Inglaterra                                                             |
| Mar do Norte            |                                                                                |

## Cidades atravessadas pelo paralelo 55°N
- Chelyabinsk, Oblast de Chelyabinsk , Rússia
- Omsk, Oblast de Omsk , Rússia
- Novosibirsk, Oblast de Novosibirsk , Rússia
- Derry, Irlanda do Norte, Reino Unido
- Newcastle upon Tyne, Inglaterra, Reino Unido